# Zygonyx flavicosta
Zygonyx flavicosta е вид водно конче от семейство Libellulidae. Видът не е застрашен от изчезване.

## Разпространение и местообитание
Разпространен е в Ангола, Габон, Гана, Гвинея, Демократична република Конго, Екваториална Гвинея, Замбия, Камерун, Кот д'Ивоар, Либерия, Нигерия, Сиера Леоне, Того и Уганда.
Обитава гористи местности, крайбрежия и плажове в райони с тропически и субтропичен климат.